# Somerville (Teksas)
Somerville – miasto w Stanach Zjednoczonych, w stanie Teksas, w hrabstwie Burleson.